# Aartsbisdom Freiburg
Het aartsbisdom Freiburg (Duits: Erzbistum Freiburg; Latijn: Archidioecesis Friburgensis) ligt in het zuidwesten van Duitsland en omvat de voormalige landen Baden en Hohenzollern.
De aartsbisschop van Freiburg is metropoliet van de Boven-Rijnse kerkprovincie met de suffragaanbisdommen Mainz en Rottenburg-Stuttgart. De bisschopszetel staat in de Freiburger Münster.

## Geschiedenis
Het aartsbisdom werd in 1821 geschapen uit het bisdom Konstanz en delen van de bisdommen Mainz, Straatsburg, Worms en Würzburg.
De kerkprovincie bestond in 1821 uit 4 suffragaanbisdommen, die allen samenvielen met de nieuwe staatsgrenzen van na de Franse Revolutie.
- Freiburg: groothertogdom Baden en vorstendommen Hohenzollern-Hechingen en Hohenzollern-Sigmaringen
- Rottenburg: koninkrijk Württemberg
- Mainz: groothertogdom Hessen (Hessen-Darmstadt)
- Limburg: hertogdom Nassau
- Fulda: keurvorstendom Hessen (Hessen-Kassel)

In 1929 werd de kerkprovincie verkleind: Limburg werd bij het aartsbisdom Keulen gevoegd en Fulda bij het nieuwe aartsbisdom Paderborn.

## Bisschoppen
- 07-06-1824 - 06-03-1836: Bernhard Boll, O. Cist.
- 11-05-1836 - 21-03-1842: Ignatz Anton Demeter
- 15-06-1842 - 14-04-1868: Hermann von Vicari
- sedisvacatie, administrator: Lothar von Kübel
- 02-05-1882 - 08-04-1886: Johann Baptist Orbin
- sedisvacatie, administrator: Friedrich Justus H. Knecht
- 02-06-1886 - 22-10-1896: Johannes Christian Roos
- 21-03-1898 - 11-05-1898: Georg Ignatz Komp
- 02-08-1898 - 27-06-1920: Thomas Nörber
- 06-09-1920 - 07-12-1931: Karl Fritz
- 21-05-1932 - 14-02-1948: Conrad Gröber
- 27-07-1948 - 28-04-1954: Wendelin Rauch
- 27-07-1954 - 03-03-1958: Eugen Viktor Paul Seiterich
- 14-05-1958 - 26-06-1977: Hermann Josef Schäufele
- 15-03-1978 - 01-07-2002: Oskar Saier
- 16-06-2003 - 17-09-2013: Robert Zollitsch
- sedisvacatie, administrator: Robert Zollitsch
- 30-05-2014 - heden: Stephan Burger

## Indeling
- Regio Odenwald/ Tauber
  - Decanaat Tauberbischofsheim
  - Decanaat Mosbach-Buchen
- Regio Rhein/ Neckar
  - Decanaat Mannheim
  - Decanaat Heidelberg-Weinheim
  - Decanaat Wiesloch
  - Decanaat Kraichgau
- Regio Mittlerer Oberrhein/ Pforzheim
  - Decanaat Bruchsal
  - Decanaat Karlsruhe
  - Decanaat Pforzheim
  - Decanaat Rastatt
  - Decanaat Baden-Baden
- Regio Ortenau
  - Decanaat Offenburg
  - Decanaat Acher-Renchtal
  - Decanaat Lahr
- Regio Breisgau/ Schwarzwald/ Baar
  - Decanaat Freiburg
  - Decanaat Neustadt
  - Decanaat Endingen-Waldkirch
  - Decanaat Breisach-Neuenburg
  - Decanaat Schwarzwald-Baar
- Regio Hochrhein
  - Decanaat Wiesental
  - Decanaat Waldshut
- Regio Bodensee/ Hohenzollern
  - Decanaat Hegau
  - Decanaat Konstanz
  - Decanaat Linzgau
  - Decanaat Sigmaringen-Meßkirch
  - Decanaat Zollern